# Darkovce
Darkovce (cirill betűkkel Дарковце) egy falu Szerbiában, a Jablanicai körzetben, Crna Trava községben.

## Népesség
- 1948-ban 1 501 lakosa volt.
- 1953-ban 1 428 lakosa volt.
- 1961-ben 1 507 lakosa volt.
- 1971-ben 1 379 lakosa volt.
- 1981-ben 922 lakosa volt.
- 1991-ben 455 lakosa volt
- 2002-ben 205 lakosa volt,[1] akik közül 204 szerb (99,51%).[2]